# Montagne (1849)
Pour les articles homonymes, voir Montagne (homonymie).

Les résultats des démocrates socialistes aux legislatives de mai 1849

La France montagnarde (1849-1851).

La Montagne est le nom pris par le groupe de républicains (les « démoc-socs », « démocrates-socialistes ») qui à l'Assemblée nationale constituante de 1848 et à l'Assemblée législative de 1849, tentent de défendre, contre les attaques du parti de l'Ordre et des républicains modérés, les acquis politiques et certains acquis sociaux de la révolution de février 1848. Alexandre Ledru-Rollin en est l'organisateur.
Le nom est pris en référence aux Montagnards de la Révolution de 1793, et comme eux, ils siègent sur les travées les plus hautes de l’hémicycle.

## Élections législatives de 1849
Aux élections législatives de mai 1849, la Montagne présente un programme réformiste : la suppression de l'impôt des 45 centimes, l'impôt sur le revenu, la nationalisation des chemins de fer, des mines, des canaux et des assurances, l'abolition de la peine de mort, la réforme du service militaire, le taux de crédit à 3 % et le développement de l'enseignement. Elle réussit alors à pénétrer dans l'électorat rural des petits propriétaires tout en confortant son électorat de petits bourgeois, d'artisans et de fonctionnaires.
Elle est décapitée par la répression après l'échec de la journée du 13 juin 1849 : 34 de ses députés sont déchus de leur mandat et poursuivis devant la Haute Cour de justice (la plupart étant d'ailleurs contraints de fuir).

## Abrogation de la loi du 31 mai 1850
Malgré la répression, le groupe parlementaire survit jusqu'en novembre 1851. Cette année les rouges se divisent lors de la proposition de Louis-Napoléon Bonaparte sur l'abrogation de la loi du 31 mai 1850, entre ceux qui sont favorables au vote de la proposition (vote qui équivalait à une coalition officielle avec Thiers) et ceux qui proposent de voter contre (ce qui signifiait qu'ils attendaient un coup d'État de la part du groupe de Thiers).

## Nouvelle Montagne
La société secrète de la Nouvelle Montagne apparaît fin 1848 car le parti républicain, persécuté par le parti de l’Ordre, doit entrer dans la clandestinité,. La société est constituée sous le patronage de Ledru-Rollin à Londres et Delescluze à Paris. Alphonse Gent en devient le chef lors d’un congrès à Valence avec des délégués de 14 départements du Sud-Est. Pendant l’été et l’automne 1850, Gent tente de coordonner les sociétés du Sud-Est, c’est le complot de Lyon.
Entre 1849 et 1851, la Nouvelle Montagne recrute largement dans le Sud-Est. Elle élargit son audience et des militants populaires (cultivateurs, petits commerçants, artisans) accèdent plus facilement aux responsabilités communales et cantonales. Elle favorise ainsi la promotion politique de ces militants populaires, pour la défense de la République. En 1851, le réseau clandestin de la Nouvelle Montagne est très efficace et ses sociétés secrètes sont présentes dans 700 communes, essentiellement dans le Sud-Est, puis le Centre et le Sud-Ouest. Lors du coup d’État du 2 décembre 1851, l’insurrection des départements du Sud-Est est organisée à la fois par les chambrées et les sociétés secrètes. Mais l’échec de l’insurrection mine le prestige du réseau clandestin et la répression qui prolonge le coup d’état anéantit pour l’essentiel l’acquis démocratique en matière d’organisation.
Après le Second Empire, une grande partie des membres de la Montagne fournit le personnel politique républicain de la Troisième République commençante. Le 30 juillet 1881, une loi de réparation nationale accordant des secours aux victimes du coup d’État ou à leurs familles dans la misère est votée. À la fin du XIXe siècle, une décoration est officiellement décernée aux victimes survivantes de l’insurrection de décembre 1851. Le régime républicain donne ainsi un caractère officiel à la thèse de la lutte pour le droit.

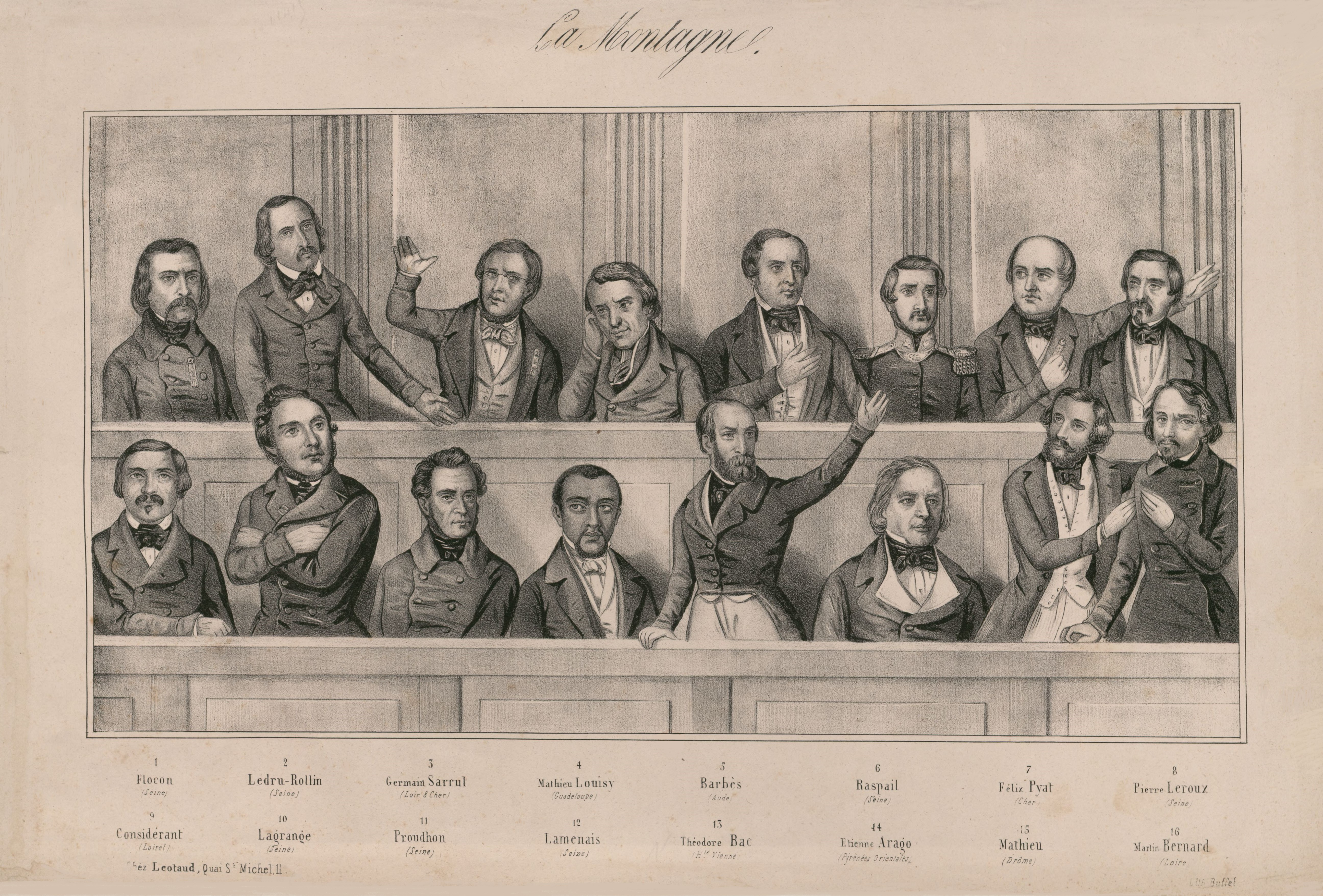
Seize représentants de la Montagne en 1848.
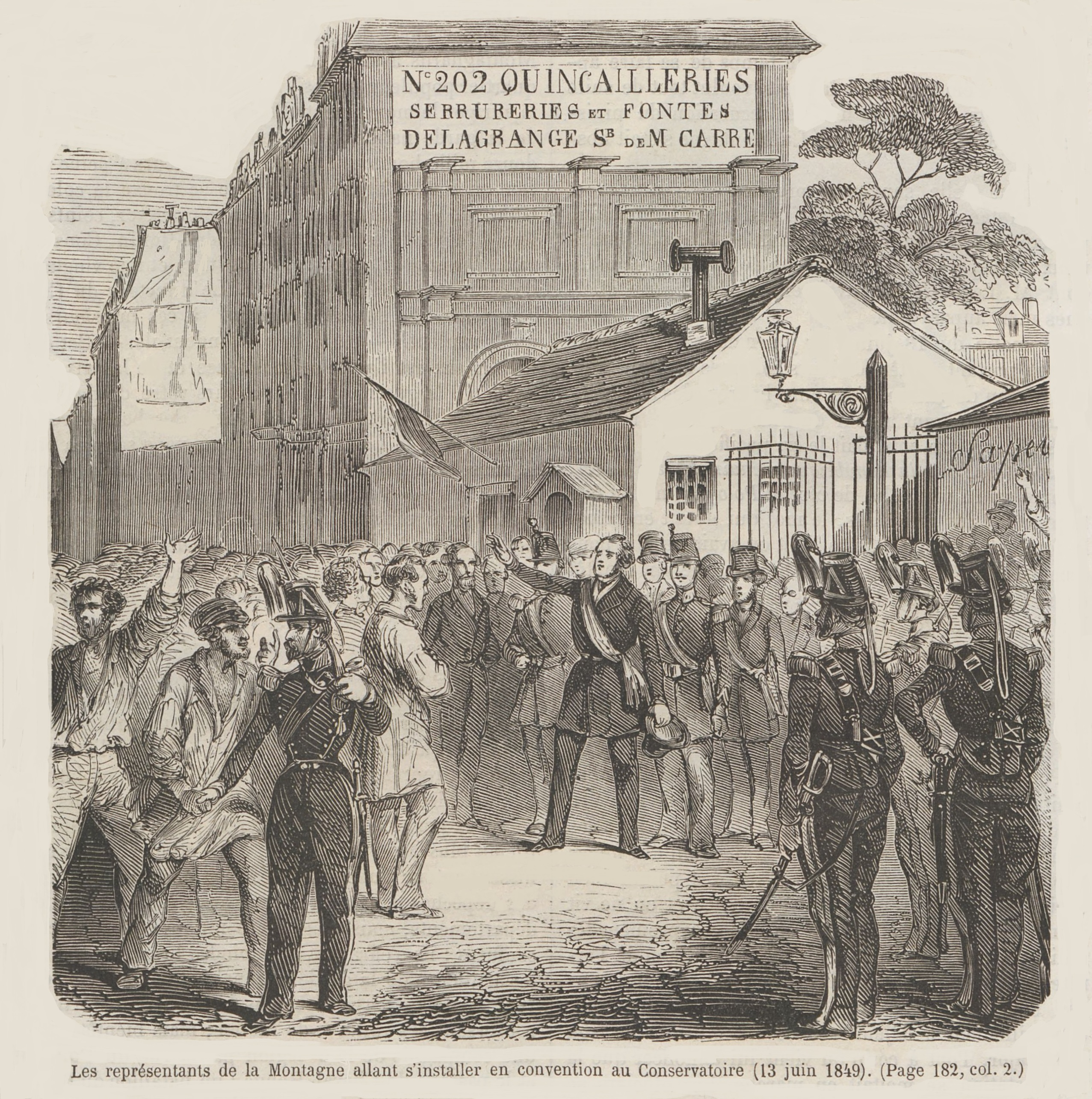
Les Montagnards lors de la journée du 13 juin 1849.
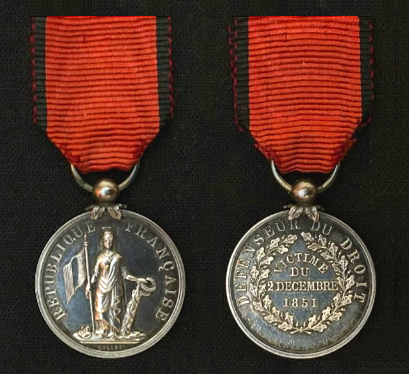
Médaille des victimes du 2 décembre 1851 (avers et revers).

## Hommages
En 1848, le thym est adopté par les montagnards provençaux comme emblème de la République,. Cette Farigoulo, nom provençal du thym, est une plante très résistante qui pousse à l'état sauvage sur les collines arides et rocailleuses des régions méditerranéennes. 
Lors des manifestations républicaines, les montagnards chantent en provençal : « Planten, planten la farigoulo, republican, arrapara ! Fasen, fasen la farandoulo e la Mountagno flourira » (Plantons le thym, républicain il s’enracinera ! Faisons la farandole et la Montagne fleurira). 
Et la Montagne fleurira, série télévisée franco-belge diffusée en 2022, rend hommage à cette période de résistance républicaine. La série est basée sur le roman Le Mas des Tilleuls publié par Françoise Bourdon en 2011.
Et la Montagne fleurira est aussi un roman, publié par Luc Willette en 1975, qui a pour contexte l’insurrection de 1851 en Haute-Provence.